# 開羅 (內布拉斯加州)
開羅（英語：Cairo）是位於美國內布拉斯加州霍爾縣的村。

## 人口
根據2020年美國人口普查的數據，開羅的面積為2.47平方千米，皆為陸地。當地共有人口822人，而人口密度為每平方千米333人。